# Willem Sijthoff
Willem Frederik Sijthoff (Den Haag, 12 september 1965) is een Nederlands media-ondernemer, uitgever en jurylid in het televisieprogramma Dragon's Den. Sijthoff stamt uit een bekend Nederlands uitgeversgeslacht.

## Sijthoff Media
Sijthoff Media omvat AG Connect, Adformatie, Binnenlands Bestuur, iBestuur, Alex van Groningen, NBA Opleidingen,              , MindCampus en Business Insider.

## Levensloop
Na zijn middelbare school op het Vrijzinnig-Christelijk Lyceum te Den Haag gaat Sijthoff in 1984 bedrijfskunde studeren aan de Rijksuniversiteit Groningen. Een jaar later vertrekt hij naar de Universiteit van Amsterdam om daar economie te gaan studeren en rond dit weer verder af in Groningen aan de RuG. Een aantal jaar later, in 1994 is Sijthoff (dan 29 jaar oud) gedwongen het familiebedrijf Sijthoff Pers te verkopen aan mediaconcern Wegener. In 1995 wordt Sijthoff consultant bij kantoor Young & Rubicon en een jaar later in 1996 richt Sijthoff het bedrijf Scoot op. In 1997 neemt Willem Sijthoff samen met HAL Investments Het Financieele Dagblad over en in 2000 voegt hij BNR Nieuwsradio hieraan toe en doet deze twee mediabedrijven samenkomen in de FD Mediagroep. Naast zijn Nederlandse ondernemingen is Sijthoff in Noorwegen eigenaar van een regionale krant (Agderposten), een radiostation en een televisiezender. In december 2009 werd bekend dat Sijthoff zijn belang in de FD Mediagroep van de hand doet aan HAL Investments.
Naast zijn ondernemingen was Sijthoff onder andere ook nog uitgever van het tijdschrift PM Den Haag en PM Brussel, bladen speciaal gericht op de Rijksoverheid/ Brusselse EU instellingen. In 2008 werd Sdu Uitgevers eigenaar van PM.
In april 2012 is ook de overname van de Adformatie Groep door de Sijthoff Media Groep tot stand gekomen (voorheen onderdeel van Kluwer). In 2018 verandert de naam van het mediabedrijf naar Sijthoff Media. 